# Saul Friedländer
Saul Friedländer, in ebraico שאול פרידלנדר‎? (Praga, 11 ottobre 1932), è uno storico, scrittore e biografo israeliano.
Nato in Cecoslovacchia, ha acquisito anche la cittadinanza francese; vincitore del premio Pulitzer nel 2008 per Gli anni dello sterminio, Premio Balzan 2021 per gli studi sull'olocausto e sul genocidio, «oggi vive e insegna a Tel Aviv e Los Angeles».

## Biografia
Nato a Praga da genitori ebrei di lingua tedesca, Friedländer crebbe in Francia, dove negli anni dell'occupazione nazista tra il 1940 e il 1944 condivise la difficile esperienza dei bambini dell'Olocausto. Dal 1942 al 1944, Friedländer fu nascosto presso un collegio cattolico di Montluçon, vicino a Vichy, passandosi per cristiano. I suoi genitori cercarono di fuggire in Svizzera, ma furono arrestati dai gendarmi francesi del Regime di Vichy, consegnati ai tedeschi e uccisi nelle camere a gas di Auschwitz. Friedländer non venne a sapere della loro morte fino al 1946.
Dopo il 1946, Friedländer cominciò a sentirsi orgoglioso di essere ebreo e diventò sionista. Nel 1948, Friedländer emigrò in Israele viaggiando sulla nave dell'Irgun "Altalena". Dopo le scuole superiori, svolse il suo servizio militare nell'esercito israeliano e negli anni 1953-55 studiò Scienze Politiche a Parigi. In seguito, Friedländer divenne segretario di Nahum Goldman, che allora era Presidente dell'Organizzazione Sionista Mondiale e del Congresso Ebraico Mondiale. Nel 1959, fu l'assistente di Shimon Peres, in quel tempo Viceministro della Difesa. Successivamente, negli anni ottanta, Friedländer si associò alla Sinistra e divenne attivo nel gruppo Peace Now (Pace adesso).
Nel 1963 ha ricevuto il suo Ph.D. dal Graduate Institute of International Studies a Ginevra, dove ha insegnato fino al 1988. Contemporaneamente Friedländer insegnava anche all'Università Ebraica di Gerusalemme e all'Università di Tel Aviv. È divenuto molto noto negli anni sessanta con le biografie di Kurt Gerstein e papa Pio XII. Dal 1988 è professore di Storia alla University of California, Los Angeles.

## Vedute
Friedländer vede il nazismo come la negazione della vita intera, e come un tipo di culto della morte. Ha affermato che l'Olocausto è un evento talmente orrendo che il suo orrore diventa impossibile esprimerlo in lingua ordinaria. Friedländer reputa l'antisemitismo del partito nazista come unico nella storia, sostenendo che l'antisemitismo nazista si distinse come "antisemitismo redentivo”, cioè come spiegò lo stesso Friedländer in un'intervista, «l'idea è che il mondo sarà salvato se gli ebrei spariranno, [...] una visione apocalittica della storia e della battaglia finale, secondo cui il peggior nemico della civiltà ariana e dell'umanità sono gli ebrei».
Friedländer è un intenzionalista sulle origini dell'Olocausto. Però Friedländer rifiuta la veduta intenzionalista estrema secondo la quale Adolf Hitler ebbe un piano generale di genocidio ebraico che risale al momento in cui scrisse Mein Kampf. Friedländer, attraverso la sua ricerca sul Terzo Reich, ha raggiunto la conclusione che non ci fu intenzione di sterminare gli ebrei d'Europa prima del 1941. La posizione di Friedländer può quindi essere definita quella di "intenzionalista moderato".
Negli anni ottanta, Friedländer fece parte di un intenso dibattito con lo storico tedesco Martin Broszat in merito al suo invito di "storicizzare" la Germania nazista. Secondo Friedländer, la Germania nazista non è e non può essere considerata come facente parte di un normale periodo storico. Friedländer afferma che esistono tre dilemmi e tre problemi nella storicizzazione del Terzo Reich. Il primo dilemma è la periodicizzazione storica e come cambiamenti sociali a lungo termine possano essere relazionati ad una comprensione del periodo nazista. Friedländer arguisce che il focalizzarsi su cambiamenti sociali a lungo termine tipo la crescita dello stato assistenziale dall'era imperiale a quella di Weimar e alla nazista, fino al momento presente – come suggerisce Broszat – sposta il centro d'attenzione della ricerca storica dal particolare breve (era nazista) al generale lungo (la storia della Germania nel XX secolo). Friedländer reputa che la "rilevanza relativa" della crescita dello stato sociale sotto il Terzo Reich, e la sua associazione con gli sviluppi del dopoguerra, possa portare gli storici a trascurare la politica genocida dello stato nazista. Il secondo dilemma di Friedländer è che, considerando il periodo nazista come un "normale" periodo storico ed esaminando i relativi aspetti di "normalità", si possa correre il rischio di far perdere agli storici l'interesse per la "criminalità" dell'era nazista. Ciò è particolarmente problematico per Friedländer, poiché egli asserisce che gli aspetti di "normalità" e di "criminalità" coincidevano continuamente nella vita ordinaria della Germania nazista. Il terzo dilemma in questione si riferisce, secondo Friedländer, alla vaga definizione finora implicita in "storicizzazione", che può permettere agli storici di proporre argomenti giustificativi e discolpanti sul nazionalsocialismo, tipo quelli addotti da Ernst Nolte e Andreas Hillgruber.
Il primo problema per Friedländer è che il periodo nazista è troppo recente e fresco nella memoria popolare e gli storici non possono esaminarlo come fosse un periodo "normale", vedi per esempio il XVI secolo in Francia. Il secondo problema è la "rilevanza differenziale" della "storicizzazione". Friedländer argomenta che lo studio del periodo nazista è "globale", cioè che appartiene a tutti, e che focalizzarsi sulla vita quotidiana è un particolare interesse dei soli storici tedeschi. Friedländer asserisce che per i non-tedeschi invece, la storia dell'ideologia nazista nella pratica, specialmente in merito alla guerra e al genocidio, è di gran lunga più importante dell'Alltagsgeschichte (storia di vita ordinaria). Il terzo problema per Friedländer è che il periodo nazista è talmente unico e singolare che non può essere facilmente inserito nella prospettiva a lungo termine della storia tedesca, come invece suggerisce Broszat. Friedländer sostiene che l'essenza del nazionalsocialismo consisteva nel "determinare chi doveva o non doveva abitare su questa terra", e che la politica genocida del regime nazista resistette qualsiasi tentativo di integrarla come parte del "normale" sviluppo del mondo moderno.
Il dibattito tra Broszat e Friedländer venne condotto tramite una serie di lettere dal 1987 fino alla morte di Broszat nel 1989. Nel 1990, la corrispondenza Broszat-Friedländer fu tradotta in inglese e pubblicata nel libro Reworking the Past Hitler, The Holocaust, and the Historians' Debate curato da Peter Baldwin.
L'opera di Friedländer, La Germania nazista e gli ebrei (1997) era intesa anche come risposta alle teorie di Broszat. Il secondo volume, "La Germania nazista e gli ebrei, 1939-1945: gli anni dello sterminio" è apparso nel 2007. Il libro di Friedländer è Alltagsgeschichte ("Storia di vita ordinaria"), non di tedeschi "ariani" né della comunità ebraica, ma piuttosto una microstoria della persecuzione della comunità ebraica.

## Premi
- Friedländer ha ricevuto il Premio fratelli Scholl nel 1998 per la sua opera, Das Dritte Reich und die Juden. Nel 2007 gli è stato assegnato il Premio per la Pace dell'Industria Libraria Tedesca.
- MacArthur Fellowship[9] (1999)
- Nel 2008, Friedlander ha ricevuto il prestigioso Premio Pulitzer per la saggistica per il suo libro Gli anni dello sterminio: La Germania nazista e gli ebrei, 1939-1945..
- Nel 2021 gli è stato attribuito il Premio Balzan per gli studi sull'olocausto e sul genocidio.

## Opere
- Pius XII and the Third Reich: A Documentation, New York, Knopf, 1966, trad. Charles Fullman, dall'originale Pie XII et le IIIe Reich, Documents, Parigi, Editions du Seuil, 1964
  - Pio XII e il Terzo Reich, trad. Gabriella Bernasconi, Collezione I fatti e le idee n.135, Milano, Feltrinelli, 1965
- Prelude to Downfall: Hitler and the United States 1939-1941, Londra, Chatto & Windus, 1967
- Kurt Gerstein, the Ambiguity of Good, New York, Knopf, 1969, dall'originale Kurt Gerstein ou l'ambiguite du bien, Parigi, Editions Casterman, 1967
  - Kurt Gerstein o l'ambiguità del bene, Collana Storia, Milano, Feltrinelli, 1967
  - L'ambiguità del bene. Il caso del nazista pentito Kurt Gerstein. Prefazione di Gabriele Nissim, Milano, Bruno Mondadori, 2002, ISBN 978-88-4249-981-7
- L'Antisémitisme nazi: Histoire d'une psychose collective, Parigi, Editions du Seuil, 1971
- Saul Friedländer - Mahmoud Hussein, Arabs & Israelis: a Dialogue, moderato da Jean Lacouture, New York, Holmes & Meier Publishers, 1975
- Some Aspects of the Historical Significance of the Holocaust, Gerusalemme, Institute of Contemporary Jewry, Università Ebraica di Gerusalemme, 1977
- History and Psychoanalysis: an Inquiry Into the Possibilities and Limits of Psychohistory, New York, Holmes & Meier, 1978
- When Memory Comes, New York, Farrar, Straus, Giroux, 1979; Noonday Press, ristampa 1991, ISBN 0-374-52272-3.
  - A poco a poco il ricordo, trad. Natalia Ginzburg, Collana Gli struzzi n.395, Torino, Einaudi, 1990
- Reflections of Nazism: an Essay on Kitsch and Death, New York, Harper & Row, 1984
- Visions of Apocalypse: End or Rebirth?, New York, Holmes & Meier, 1985
- Probing the Limits of Representation: Nazism and the "Final Solution", Cambridge, Mass., Harvard University Press, 1992
- Memory, History, and the Extermination of the Jews of Europe (Memoria, storia e lo sterminio degli ebrei d'Europa), Bloomington, Indiana University Press, 1993
- Nazi Germany and the Jews, 1933-1939, New York, HarperCollins, 1997
  -  Gli anni della persecuzione: la Germania nazista e gli ebrei (1933-1938), collana Collezione storica, traduzione di Sergio Minucci, 1ª ed., Milano, Garzanti, 1998, ISBN 88-11-69310-1.
- The Years of Extermination: Nazi Germany and the Jews, 1939-1945, HarperCollins, 2007
  -  Gli anni dello sterminio: la Germania nazista e gli ebrei (1939-1945), collana Collezione storica, traduzione di Sara Caraffini, 1ª ed., Milano, Garzanti, 2009, ISBN 978-88-11-68054-3.
- Aggressore e vittima. Per una storia integrata dell'Olocausto (Auf dem Weg zu einer integrierten Geschichte), trad. S. Deon, Collana Sagittari, Roma, Laterza, 2009, ISBN 978-88-420-8703-8.
- Massacri e società tedesca nel Terzo Reich: interpretazioni e dilemmi, in Storia della Shoah - La soluzione finale, 3° volume, pp. 13-31, in Corriere della sera inchieste, Milano, UTET e Corsera, 2019, ISSN 2038-0852 (WC · ACNP).
- Trauma e transfert: la narrazione storica della Shoah, in Storia della Shoah - La Memoria: racconto, giustizia, diritto, 7° volume, pp. 59-75, in Corriere della sera inchieste, Milano, UTET e Corsera, 2019, ISSN 2038-0852 (WC · ACNP).
- Proustian Uncertainties. On Reading and Rereading In Search of Lost Time, New York: Free Press, 2020.
  - Proust Uncertainties., trad. e postfazione di Erik Battaglia, Milano, intransito, 2024.
- Franz Kafka: Poet of Shame and Guilt, New Haven: Yale University Press, 2013.
  - Franz Kafka: Il poeta della vergogna e della colpa, trad. e postfazione di Erik Battaglia, Milano, intransito, 2024.